# Экспресс (спутниковая платформа)
Экспресс — серия современных спутниковых платформ негерметичного исполнения российской компании ОАО ИСС, на которых базируются перспективные спутники связи, разрабатываемые этой фирмой. В данный момент разработаны три платформы, которые различаются по своей массе и по электрической мощности выделяемой для модуля полезной нагрузки (МПН): «Экспресс 1000», «Экспресс 2000» и «Экспресс 4000».
Семейство этих платформ пришло на смену классическим сериям герметичных платформ КАУР (в частности КАУР-3 и КАУР-4), на базе которых строились многие предыдущие космические аппараты (КА) ОАО ИСС.

## Общие требования для платформ «Экспресс»
Платформы разрабатывались с учётом возможностей российских космодромов и современных (а также будущих) ракет-носителей. Так, платформа «Экспресс 1000» оптимизировалась под запуски с космодрома «Плесецк» используя РН «Союз-2», в то время как «Экспресс 2000» рассчитывалась на запуски с «Байконура» с помощью РН «Протон-М». Тем не менее, спутники серии «Экспресс 1000» могут запускаться с Байконура в совмещённом режиме (по два КА в одном пуске РН «Протон-М»).
Платформы семейства «Экспресс» были спроектированы со следующими характеристиками:
- эксплуатационный срок активного существования не менее 15 лет;
- вероятность безотказной работы платформ в конце срока активного существования на уровне 0,9;
- работа космического аппарата в любой точке геостационарной орбиты;
- удержание спутника в рабочей точке с погрешностями не более ±0,05° по долготе и широте;
- возможность однократного перевода космического аппарата по долготе в любую точку рабочей дуги со скоростью 2 градуса в сутки[1].

Исходя из этих требований, платформы включают следующие элементы:
- негерметичное исполнение;
- комбинированная система терморегулирования: отвод тепла от полезной нагрузки осуществляется с помощью изогридной центральной трубы. Кроме того, для улучшения теплопереноса между различными конструктивными элементами спутника применяется полностью резервированный жидкостной контур;
- высокоэффективные солнечные батареи на основе трёхкаскадных арсенид-галлиевых фотопреобразователей производства НПП «Квант»;
- литий-ионные аккумуляторные батареи Saft VS 180 SA для коммерческих спутников либо никель-водородные российского производства для военных спутников;
- стационарные плазменные двигатели СПД-100. www.fakel-russia.com. Дата обращения: 29 июня 2019. Архивировано из оригинала 21 января 2017 года. производства ОКБ «Факел» для коррекции на орбите.

## Экспресс 1000
Во время разработки космическая платформа «Экспресс 1000» имела три варианта, в зависимости от массы КА и энергетических характеристик МПН:
- «Экспресс 1000К»: масса спутников до 1200 кг;
- «Экспресс 1000Н»: масса спутников до 1700 кг, масса модуля полезной нагрузки до 450 кг, отвод избыточного тепла 3500 Вт[3];
- «Экспресс 1000SH»: масса спутников до 2200 кг.
- общая мощность выделяемая для МПН планировалась до 6 кВт.

После первых запусков, модели и основные характеристики были несколько пересмотрены. В данный момент имеется два варианта платформы — «Экспресс 1000К» и «Экспресс 1000НТВ». Их характеристики представлены в таблице:
| Основные характеристики платформ «Экспресс»                               | Основные характеристики платформ «Экспресс»                                                 | Основные характеристики платформ «Экспресс»                                                                             | Основные характеристики платформ «Экспресс» |
| Характеристики                                                            | «Экспресс 1000К»                                                                            | «Экспресс 1000НТВ» | «Экспресс 2000»                             |
| ------------------------------------------------------------------------- | ------------------------------------------------------------------------------------------- | --- | ------------------------------------------- |
| Масса полезной нагрузки, кг                                               | до 230                                                                                      | до 350/660 | до 1100                                     |
| Точность ориентации, обеспечиваемая подсистемой ориентации и стабилизации | ±0,07°                                                                                      | ±0,07° | ±0,07°                                      |
| Мощность энергопотребления для ПН КА, Вт                                  | 3600 в первые 5 лет САС; 3150 в конце САС                                                   | 6480 в первые 5 лет САС; 5880 в конце САС                                                                               | 13000 в первые 5 лет САС; 12100 в конце САС |
| Тип используемой командно-измерительной системы                           | определяется заказчиком                                                                     | определяется заказчиком                                                                                                 | определяется заказчиком                     |
| Рабочая орбита                                                            | ГСО                                                                                         | ГСО | ГСО                                         |
| Средства выведения                                                        | одиночный запуск: РН «Зенит» с РБ «Фрегат-СБ» групповой запуск: РН «Протон-М» — РБ «Бриз-М» | одиночный запуск: РН «Зенит» с РБ «Фрегат-СБ» или РН «Протон-М» с РБ «ДМ-03» групповой запуск: РН «Протон-М» — «Бриз-М» | одиночный запуск: РН «Протон-М» — «Бриз-М»  |
| Срок активного существования, лет                                         | 15,25                                                                                       | 15,25 | 15,25                                       |
| Масса КА на базе платформы                                                | до 1450 кг                                                                                  | до 1900/2100 кг | до 3250/3410 кг                             |
| Диапазон удержания по долготе и наклонению                                | ±0,05°                                                                                      | ±0,05° | ±0,05°                                      |
| Надежность, не менее                                                      | 0,934                                                                                       | 0,938 | 0,905                                       |

Единая конструктивная основа платформ представляет собой силовую конструкцию в виде центральной силовой трубы с установленными на ней приборными и сотовыми панелями. Все три варианта используют одинаковые бортовой комплекс управления, системы ориентации и стабилизации и систему коррекции. Кроме того, для многих КА субподрядчиками ОАО ИСС по модулю полезной нагрузки (ретранслятору и антеннам) выступают различные зарубежные компании, как например Thales Alenia Space (TAS). В проектах «Лучей» эта компания создает блоки усилителей мощности, а компания NEC поставляет малошумящие усилители, передатчики аппаратуры «Маяк».
В таблице приведены спутники, построенные на платформе «Экспресс 1000». Жёлтым цветом выделены уже запущенные КА.
| Список спутников основанных на платформе «Экспресс-1000» | Список спутников основанных на платформе «Экспресс-1000» | Список спутников основанных на платформе «Экспресс-1000» | Список спутников основанных на платформе «Экспресс-1000» | Список спутников основанных на платформе «Экспресс-1000» | Список спутников основанных на платформе «Экспресс-1000» | Список спутников основанных на платформе «Экспресс-1000» | Список спутников основанных на платформе «Экспресс-1000» | Список спутников основанных на платформе «Экспресс-1000» | Список спутников основанных на платформе «Экспресс-1000» | Список спутников основанных на платформе «Экспресс-1000» | Список спутников основанных на платформе «Экспресс-1000»                    |
| №                                                        | Название                                                 | Заказчик                                                 | Платформа                                                | Дата запуска                                             | Орб. поз.                                                | Масса, кг                                                | Мощ. ПН, кВт                                             | САС, лет                                                 | РН                                                       | ПН и назначение | Статус                                                                      |
| -------------------------------------------------------- | -------------------------------------------------------- | -------------------------------------------------------- | -------------------------------------------------------- | -------------------------------------------------------- | -------------------------------------------------------- | -------------------------------------------------------- | -------------------------------------------------------- | -------------------------------------------------------- | -------------------------------------------------------- | --- | --------------------------------------------------------------------------- |
| 1                                                        | «Глонасс-К1» № 11                                        | Космические войска · Россия                              | «Экспресс-1000K»                                         | 26 фев 2011                                              |                                                          | 935                                                      | 1,6                                                      | 10                                                       | «Союз-2» с РБ «Фрегат»                                   | 3 сигнала FDMA и два CDMA ГЛОНАСС. КА российской глобальной навигационной системы ГЛОНАСС. Кроме традиционных сигналов FDMA, будут опробованы новые сигналы CDMA, похожие по формату на GPS/Galileo/Compass).                                                                                        | ЛКИ                                                                         |
| 2                                                        | «AMOS-5»                                                 | Spacecom · Израиль                                       | «Экспресс-1000H»                                         | 11 дек 2011                                              | 17° в. д.                                                | 1600                                                     | 5.6                                                      | 15                                                       | РН «Протон» (вместе с «Луч-5А»)                          | 14 °C по 72 МГц и 4 по 36 MHz, 18 Ku-диапазона по 72 MHz. Телекоммуникационные услуги для Африки: непосредственное телевещание (DTH), VSAT и широкополосный интернет, телефония, мобильная транспортная сеть, и др.                                                                                  | Введен в эксплуатацию с конца января 2012 года, утерян в декабре 2015 года. |
| 3                                                        | «Луч-5А»                                                 | Роскосмос · Россия                                       | «Экспресс-1000K»                                         | 11 дек 2011                                              | 16° з. д.                                                | 950                                                      |                                                          | 10                                                       | РН «Протон» (вместе с «AMOS-5»)                          | 7 S и Ku, P/L (для «Коспас-Сарсат») и системы «Планета-С». Луч-5а и Луч-5б: КА Многофункциональной космической системы ретрансляции (МКСР) «Луч». | В эксплуатации.                                                             |
| 4                                                        | «Телком-3»                                               | Telkom · Индонезия                                       | «Экспресс-1000H»                                         | 10 июля 2012                                             | 118° в. д.                                               | 1600                                                     | 5.6                                                      | 15                                                       | РН «Протон» (вместе с «Экспресс-МД2»)                    | 32 С-диапазона и 10 Ku-диапазона. ТВ ретрансляция на Индонезию, Малайзию и страны ASEAN. | Потерян в результате аварии РН                                              |
| 5                                                        | «Луч-5Б»                                                 | Роскосмос · Россия                                       | «Экспресс-1000K»                                         | 3 ноя 2012                                               | 95° в.д                                                  | 950                                                      |                                                          | 10                                                       | РН «Протон» (вместе с «Ямал-300К»)                       | 6 S, Ku; + лазерно-радиотехнический канал связи. Ретрансляция информации с низколетящих спутников, пилотируемых космических комплексов (МКС), а также ракет-носителей и разгонных блоков. | Ввод в эксплуатацию.                                                        |
| 6                                                        | «Ямал-300К»                                              | ГКС · Россия                                             | «Экспресс-1000H»                                         | 3 ноя 2012                                               | 90° в. д.                                                | 1640                                                     | 5.6                                                      | 14                                                       | РН «Протон» (вместе с «Луч-5Б»)                          | 8 по 72 МГц С-диапазона, 18 по 72 МГц Ku-диапазона. Предоставление телекоммуникационных услуг в зонах, охватывающих значительную часть Восточного полушария. | В эксплуатации.                                                             |
| 7                                                        | «Экспресс-АТ1»                                           | ГПКС · Россия                                            | «Экспресс-1000SH»                                        | 16 марта 2014                                            | 56° в. д.                                                | 1726                                                     | 5,88                                                     | 15                                                       | РН «Протон» (вместе с «Экспресс-АТ2»)                    | 32 транспондера Ku-диапазона. Ретрансляция ТВ на западную и восточную части России. | В эксплуатации с 22 апреля 2014.                                            |
| 8                                                        | «Экспресс-АТ2»                                           | ГПКС · Россия                                            | «Экспресс-1000K»                                         | 16 марта 2014                                            | 140° в. д.                                               | 1427                                                     | 3                                                        | 15                                                       | РН «Протон» (вместе с «Экспресс-АТ1»)                    | 16 транспондеров Ku-диапазона. Ретрансляция ТВ на западную часть России. | В эксплуатации с 27 мая 2014.                                               |
| 9                                                        | «Казсат-3»                                               | Казкосмос · Казахстан                                    | «Экспресс-1000Н»                                         | 28 апр 2014                                              | 58.5° в.д (?)                                            | 1740                                                     | 4                                                        | 15                                                       | РН «Протон» (вместе с «Луч-5В»)                          | Транспондеры: Луч 1 — 16 Ku-диапазона (по 54 МГц); луч 2 — 12 Ku-диапазона (по 36 МГц). Телекомуникационные услуги на территории Республики Казахстан, большей части России, в странах Закавказья, части Украины и Белоруссии, всех странах Центральной Азии, а также Северо-Западе Китая и Монголии | В эксплуатации с 29 декабря 2014.                                           |
| 10                                                       | «Луч-5В»                                                 | Роскосмос · Россия                                       | «Экспресс-1000K»                                         | 28 апр 2014                                              | 167° в.д (?)                                             | 950                                                      |                                                          | 10                                                       | РН «Протон» (вместе с «Казсат-3»)                        | 6 S, Ku; + лазерно-радиотехнический канал связи. Ретрансляция информации с низколетящих спутников, пилотируемых космических комплексов (МКС), а также ракет-носителей и разгонных блоков. | Выведен на орбиту, отделился от РБ в расчетное время                        |
| 11                                                       | «Луч»                                                    | Роскосмос · Россия                                       | «Экспресс-1000»                                          | 28 сент 2014                                             | 167° в.д (?)                                             |                                                          |                                                          |                                                          | РН «Протон» — РБ «Бриз-М»                                | Ретрансляция информации с низколетящих спутников, пилотируемых космических комплексов (МКС), а также ракет-носителей и разгонных блоков. | Выведен на геостационарную орбиту                                           |
| 12                                                       | «Лыбидь»                                                 | НКАУ · Украина                                           | «Экспресс-1000НТ»                                        | не известно                                              | 48° в. д.                                                | 1200                                                     | 1.5-4.5                                                  | 15                                                       | Зенит 3SLБ — Фрегат-СБ                                   | 24 транспондера Ku-диапазона (20 активных). Непосредственне телевещание, мультимедиа и Интернет, передача данных, телефонии, видеоконференций и Интранет на основе VSAT. | Хранится на складе ОАО ИСС в ожидании дальнейшей судьбы                     |
| 13                                                       | «Экспресс-АМ8»                                           | ГПКС · Россия                                            | «Экспресс-1000SH»                                        | 14 сен 2015                                              | 14° з. д.                                                | 2100                                                     | 5.9                                                      | 15                                                       | РН «Протон» — ДМ-03                                      | 24 транспондера C‑диапазона, 16 Ku-диапазона и 2 L‑диапазона. Ретрансляция ТВ на Европу, Африку, Азию, Северную и Южную Америку. | В эксплуатации с 1 декабря 2015.                                            |
| 14                                                       | «Глонасс-К1» № 12                                        | Космические войска · Россия                              | «Экспресс-1000K»                                         | 1 дек 2014                                               |                                                          | 935                                                      | 1,6                                                      | 10                                                       | «Союз-2» с РБ «Фрегат»                                   | 3 сигнала FDMA и два CDMA ГЛОНАСС. Второй экземпляр экспериментальной модели спутника Глонасс-К1 российской глобальной навигационной системы ГЛОНАСС для проведения лётно-конструкторских испытаний.                                                                                                 | ЛКИ                                                                         |
| 15                                                       | «Глонасс-К2» № 11                                        | Космические войска · Россия                              | «Экспресс-1000K»                                         | 2015                                                     |                                                          |                                                          |                                                          |                                                          | «Союз-2» с РБ «Фрегат»                                   | КА Глонасс-К2 для проведения лётно-конструкторских испытаний. Будет оборудован более точным хронометром, а также будет излучать новые сигналы. | Заказан                                                                     |
| 16                                                       | «Глонасс-К2» № 12                                        | Космические войска · Россия                              | «Экспресс-1000K»                                         | 2015                                                     |                                                          |                                                          |                                                          |                                                          | «Союз-2» с РБ «Фрегат»                                   | КА Глонасс-К2 для проведения лётно-конструкторских испытаний. Будет оборудован более точным хронометром, а также будет излучать новые сигналы. | Заказан                                                                     |
| 17                                                       | «Глонасс-К2» № 13                                        | Космические войска · Россия                              | «Экспресс-1000K»                                         | ???                                                      |                                                          |                                                          |                                                          |                                                          | «Союз-2» с РБ «Фрегат»                                   | КА Глонасс-К2 для проведения лётно-конструкторских испытаний. Будет оборудован более точным хронометром, а также будет излучать новые сигналы. | Заказан                                                                     |
| 18                                                       | «AOneSat-1»                                              | AOneSat Communications AG · Швейцария                    | «Экспресс-1000Н»                                         | 2016                                                     |                                                          |                                                          |                                                          | 15                                                       | РН «Протон»                                              | КА связи и вещания для использования в Латинской Америке. | В производстве.                                                             |
| 19                                                       | «Экспресс-80»                                            | ГПКС · Россия                                            | «Экспресс-1000НМ»                                        | 31 июля 2020                                             | 80° в. д                                                 | 2210                                                     | 6.3                                                      | 15                                                       | Протон-М — Бриз-М                                        | КА связи и вещания, 16 активных транспондеров C, 20 Ku, 1 L | В эксплуатации                                                              |
| 20                                                       | «Экспресс-103»                                           | ГПКС · Россия                                            | «Экспресс-1000НМ»                                        | 31 июля 2020                                             | 96.5° в. д, резервная точка 103° в. д                    | 2282                                                     | 6.3                                                      | 15                                                       | Протон-М — Бриз-М                                        | КА связи и вещания, 16 активных транспондеров C, 20 Ku, 1 L | В эксплуатации                                                              |
| 21                                                       | «Экспресс-АМУ3»                                          | ГПКС · Россия                                            | «Экспресс-1000Н»                                         | 13 декабря 2021                                          | 103° в. д                                                | 2150                                                     | 6.3                                                      | 15                                                       | Протон-М — Бриз-М                                        | КА связи и вещания, 7 активных транспондеров C, 8/22 Ku (перестраиваемая архитектура), 2 L | В эксплуатации                                                              |
| 22                                                       | «Экспресс-АМУ7»                                          | ГПКС · Россия                                            | «Экспресс-1000Н»                                         | 13 декабря 2021                                          | 145° в. д.                                               | 1980                                                     | 6.3                                                      | 15                                                       | Протон-М — Бриз-М                                        | КА связи и вещания, 16 активных транспондеров C, 20 Ku, 1 L | В эксплуатации                                                              |

## Экспресс-2000/4000
Платформа «Экспресс-2000», и её вариант «Экспресс-4000», являются развитием платформы «Экспресс-1000Н» с предоставлением бо́льших массо-габаритных и энергетических ресурсов для модуля полезной нагрузки (МПН):
- масса КА может достигать 3600 кг и масса МПН 1600 кг;
- общая мощность выделяемая для МПН доведена до 14 кВт[1].

«Экспресс-2000» предназначена для применения на российском рынке в интересах заказчиков, имеющих ограничения на применение в составе своих КА не-российского оборудования, а также зарубежного программного обеспечения. Таким образом, «Экспресс-2000» будет применяться для постройки спутников в интересах Роскосмоса, Министерства обороны России, а также других заказчиков с похожими требованиями. На этой платформе построены коммерческие спутники связи  Экспресс АМ5, Экспресс АМ6, Ямал-401 и серия спутников военной системы связи Благовест.

В таблице приведены спутники, построенные на платформе «Экспресс 2000». Жёлтым цветом выделены уже запущенные КА. 
| Список спутников основанных на платформе «Экспресс-2000» | Список спутников основанных на платформе «Экспресс-2000» | Список спутников основанных на платформе «Экспресс-2000» | Список спутников основанных на платформе «Экспресс-2000» | Список спутников основанных на платформе «Экспресс-2000» | Список спутников основанных на платформе «Экспресс-2000» | Список спутников основанных на платформе «Экспресс-2000» | Список спутников основанных на платформе «Экспресс-2000» | Список спутников основанных на платформе «Экспресс-2000»            | Список спутников основанных на платформе «Экспресс-2000» | Список спутников основанных на платформе «Экспресс-2000» |
| Название                                                 | Заказчик                                                 | Дата запуска                                             | Орб. поз.                                                | Масса, кг                                                | Мощ. ПН, кВт                                             | САС, лет                                                 | Средство выведения                                       | ПН (кол-во стволов)                                                 | Назначение и статус |                                                          |
| -------------------------------------------------------- | -------------------------------------------------------- | -------------------------------------------------------- | -------------------------------------------------------- | -------------------------------------------------------- | -------------------------------------------------------- | -------------------------------------------------------- | -------------------------------------------------------- | ------------------------------------------------------------------- | --- | -------------------------------------------------------- |
| «Экспресс АМ5»                                           | ГПКС · Россия                                            | 26 дек 2013                                              | 140° в. д.                                               | 3400                                                     | 14                                                       | 15                                                       | РН «Протон» с Бриз-М                                     | C-диапазон: 30 Ku-диапазон: 40 Ka-диапазон: 12 L-диапазон: 2        | Распространение программ цифрового телевидения, а также для президентской и правительственной связи и VSAT-сетей. Статус: В эксплуатации, с июня 2023 года в ограниченно рабочем состоянии из-за отказа системы охлаждения.                            |                                                          |
| «Экспресс АМ6»                                           | ГПКС · Россия                                            | 21 октября 2014                                          | 53° в. д.                                                | 3400                                                     | 14                                                       | 15                                                       | РН «Протон» с Бриз-М                                     | C-диапазон: 14 Ku-диапазон: 44 Ka-диапазон: 12 L-диапазон: 2        | Распространение программ цифрового телевидения, а также для президентской и правительственной связи и VSAT-сетей. Статус: В эксплуатации, с марта 2020 года в ограниченно рабочем состоянии из-за отказа системы охлаждения.                           |                                                          |
| «Ямал-401»                                               | ГКС · Россия                                             | 15 декабря 2014                                          | 90° в. д.                                                | 3270                                                     | 10.6                                                     | 15                                                       | РН «Протон» с Бриз-М                                     | 17 по 72 МГц С-диапазона, 18 по 72 МГц и 18 по 36 МГц Ku-диапазона. | Предоставления телекоммуникационных услуг в России и странах СНГ. Статус: В эксплуатации. |                                                          |
| «Енисей-А1» (ранее «Луч-4»)                              | Роскосмос · Россия                                       | ???                                                      | 167° в. д.                                               | 3000                                                     |                                                          | 12                                                       | РН «Протон» с Бриз-М                                     | 6 S, Ku, P/L (для «Коспас-Сарсат») и системы «Планета-С»            | КА Многофункциональной космической системы ретрансляции (МКСР) «Луч». Также будет оборудован межспутн. каналом ретрансляции в Ka-диапазоне и эксперим. стволом системы персональной мобильной спутниковой связи в S-диапазоне. Статус: в производстве. |                                                          |
| Космос-2520                                              | Космические войска                                       | 17 августа 2017                                          |                                                          |                                                          |                                                          | 15                                                       | РН «Протон» с Бриз-М                                     | Диапазоны С и Ka/Q                                                  | В составе СС «Благовест». Статус: В эксплуатации. |                                                          |
| Космос-2526                                              | Космические войска                                       | 19 апреля 2018                                           |                                                          |                                                          |                                                          | 15                                                       | РН «Протон» с Бриз-М                                     | Диапазоны С и Ka/Q                                                  | В составе СС «Благовест». Статус: В эксплуатации. |                                                          |
| Космос-2533                                              | Космические войска                                       | 21 декабря 2018                                          |                                                          |                                                          |                                                          | 15                                                       | РН «Протон» с Бриз-М                                     | Диапазоны С и Ka/Q                                                  | В составе СС «Благовест». Статус: В эксплуатации. |                                                          |
| Космос-2539                                              | Космические войска                                       | 6 августа 2019                                           |                                                          |                                                          |                                                          | 15                                                       | РН «Протон» с Бриз-М                                     | Диапазоны С и Ka/Q                                                  | В составе СС «Благовест». Статус: В эксплуатации. |                                                          |

### Экспресс 4000

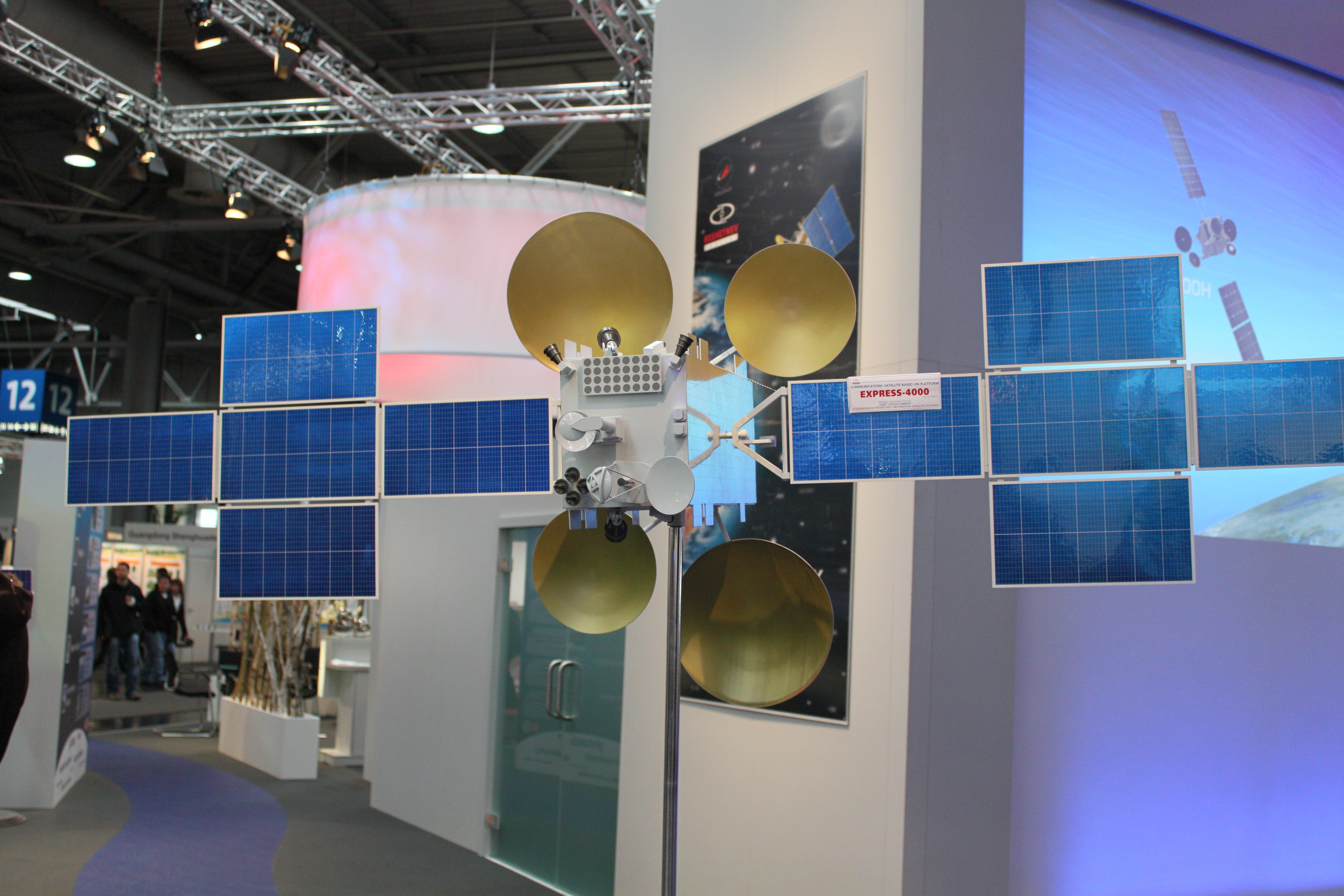
Модель спутника на платформе «Экспресс-4000»

Платформа «Экспресс-4000» глубоко унифицирована с «Экспресс-2000» и предназначена для использования на внешнем рынке для реализации коммерческих проектов. Контракт на её разработку был заключён в 2008 году между ОАО ИСС и Thales Alenia Space (TAS). «Экспресс-4000» создаётся с использованием технологий Спейсбас-4000, основной тяжелой платформы TAS. Согласно договору, платформа «Экспресс-4000» будет использоваться для постройки тяжелых телекоммуникационных и метеорологических спутников массой до 3200 кг в ОАО ИСС с установкой полезной нагрузки производства TAS. Основным отличием платформы от Спейсбас будет отсутствие апогейной двигательной установки, как традиционно принято в российских спутниках: РН «Протон-М» с РБ «Бриз-М» выводит спутники напрямую на стационар. Кроме того, будет разработан вариант «Экспресс-4000» для высокоэллиптических орбит.
Также, рассматривается возможность унифицировать платформы «Spacebus-4000» и «Экспресс-4000» для снижения их стоимости: Thales Alenia Space была заинтересована в закупке в России фотопреобразователей для солнечных батарей и электрореактивных двигателей для «Spacebus-4000».
Мощность для питания МПН в спутниках на базе «Экспресс-4000» может достигать 14 кВт, что примерно соответствует 60 транспондерам. Срок активной эксплуатации — не менее 15 лет.
Первая попытка предложить «Экспресс-4000» окончилась неудачей: в тендере на поставку спутника «Экспресс-АМ4», объявленном ФГУП «Космическая связь» (ГПКС) платформа «Экспресс-4000» проиграла совместному предложению ГКНПЦ имени М. В. Хруничева и EADS Astrium на платформе Eurostar 3000.